# Liste der Biografien/Wic
Liste der Biografien |
Portal Biografien |
Personensuche
# |
A |
B |
C |
D |
E |
F |
G |
H |
I |
J |
K |
L |
M |
N |
O |
P |
Q |
R |
S |
T |
U |
V |
W |
X |
Y |
Z |
?
 
Wa |
Wc |
Wd |
We |
Wh |
Wi |
Wj |
Wl |
Wn |
Wo |
Wr |
Ws |
Wt |
Wu |
Ww |
Wy |
Wz
 
Wia |
Wib |
Wic |
Wid |
Wie |
Wif |
Wig |
Wih |
Wii |
Wij |
Wik |
Wil |
Wim |
Win |
Wio |
Wip |
Wir |
Wis |
Wit |
Wiv |
Wiw |
Wix |
Wiz
Die Liste der Biografien führt alle Personen auf, die in der deutschsprachigen Wikipedia einen Artikel haben. Dieses ist eine Teilliste mit 461 Einträgen von Personen, deren Namen mit den Buchstaben „Wic“ beginnt.

## Wic

### Wica
- Wicar, Jean-Baptiste (1762–1834), französischer Maler
- Wicart, Casimir (1799–1879), französischer römisch-katholischer Geistlicher und Bischof
- Wicart, François (1926–2015), französischer Fußballspieler und -trainer
- Wicart, Nicolaas (1748–1815), niederländischer Maler und Zeichner
- Wićaz, Ota (1874–1952), sorbischer Literatur- und Kulturhistoriker, Autor
- Wićazec, Herta (1819–1885), sorbische Schriftstellerin und Dichterin

### Wicb
- Wicburg († 906), Äbtissin des Stifts Essen
- Wicburgis, Äbtissin im Kloster Liesborn

### Wicc
- Wicclair, Walter (1901–1998), deutsch-US-amerikanischer Schauspieler, Theaterregisseur, -direktor und Autor

### Wich
- Wich, Flemming, dänischer Basketballspieler
- Wich, Hans (1929–2019), deutscher römisch-katholischer Geistlicher und Domkapitular
- Wich, Henriette (* 1970), deutsche Schriftstellerin

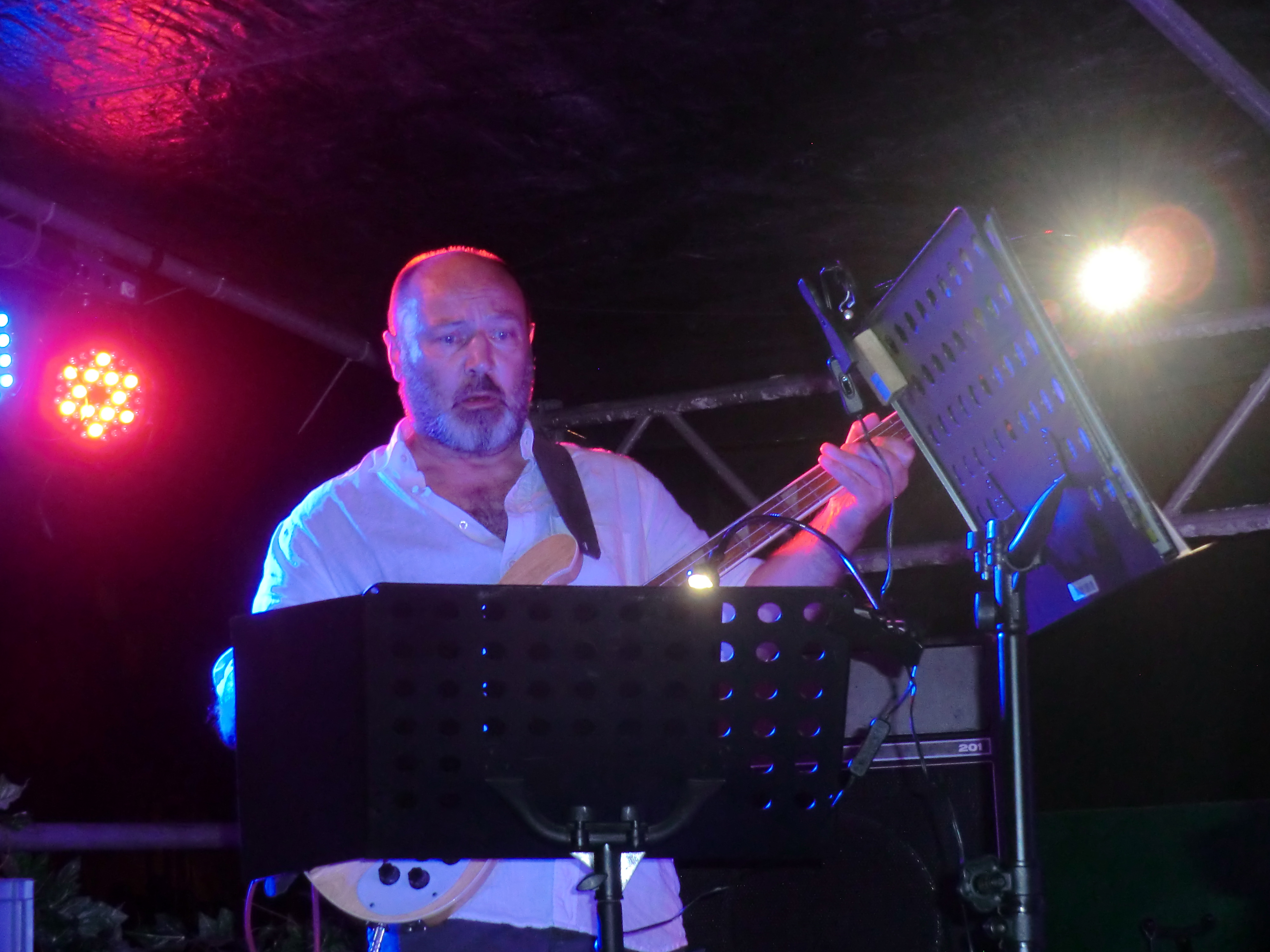
Jochen Wich (* 1958)

- Wich, Jessica (* 1990), deutsche Fußballspielerin
- Wich, Jochen (* 1958), deutscher Musiker und KomponistJochen Wich (* 1958)
- Wich, Lisa (* 1990), deutsche Fußballspielerin
- Wich, Peter, deutscher Chemiker
- Wich, Steffen (* 1966), dänischer Basketballtrainer
- Wicha Nantasri (* 1986), thailändischer Fußballspieler
- Wicha, Marcin (1972–2025), polnischer Grafiker, Feuilletonist und Schriftsteller
- Wichaidit, Jariya (* 1996), thailändische Speerwerferin
- Wichakorn Saenwim (* 2004), thailändischer Fußballspieler
- Wichan Nantasri (* 1986), thailändischer Fußballspieler
- Wichan, Christian (* 1986), deutscher Naturbahnrodler
- Wichan, Markus (* 1988), deutscher Naturbahnrodler
- Wichard von Pohlheim (1237–1282), Bischof von Passau
- Wichard, Al Cake (1919–1959), US-amerikanischer R&B- und Jazzmusiker
- Wichard, Liborius († 1604), Bürgermeister von Paderborn 1604
- Wichards, Franz (1856–1919), deutscher Architekt
- Wichardt, Maren (* 1984), deutsche Rollhockeyspielerin
- Wichardus I., Bischof von Basel
- Wichardus II., Bischof von Basel
- Wicharew, Sergei Gennadjewitsch (1962–2017), russischer Ballett-Tänzer und Choreograf
- Wicharjewa, Elwira Wladimirowna (* 1990), russische Oppositionspolitikerin
- Wichartz, Albert (1663–1741), Bürgermeister in Brilon und Gewerke
- Wichartz, Johann Melchior (1694–1776), Gewerke und Bürgermeister in Brilon
- Wichary, Hans (1962–2004), US-amerikanisch-deutscher Basketballspieler
- Wichary, Marcin (* 1980), polnischer Handballtorwart
- Wicharz-Lindner, Angela (* 1954), deutsche Übersetzerin
- Wichaya Ganthong (* 1993), thailändischer Fußballspieler
- Wichaya Pornprasart (* 1995), thailändischer Fußballspieler
- Wichburg, Äbtissin des Stifts Sonnenburg
- Wichburg, Gräfin im Pustertal und Lurngau
- Wichburg von Bayern, Gräfin
- Wichburg von Geseke († 984), Äbtissin des Damenstifts St. Cyriakus in Geseke
- Wichburg von Sonnenburg, Gräfin im Pustertal und Lurngau
- Wiche, Konrad (1913–1969), österreichischer Geograph
- Wicheard, Adam (* 1985), englischer Snookerspieler
- Wichel, Philippe van, Komponist, Violinist und Zinkenist in den Spanischen Niederlanden
- Wichelhaus, Ernst (1865–1943), deutscher Verwaltungsjurist, Rittergutsbesitzer und Landrat
- Wichelhaus, Franz (1924–1993), deutscher Fußballspieler
- Wichelhaus, Hans (1918–2004), deutscher Politiker (CDU), MdL
- Wichelhaus, Hermann (1842–1927), deutscher Chemiker
- Wichelhaus, Johannes (1819–1858), deutscher reformierter Theologe
- Wichelhaus, Manfred (1931–2023), deutscher evangelischer Religionspädagoge
- Wichelhausen, Engelbert (1748–1819), Bremer Kaufmann und Senator
- Wichelhausen, Peter (1663–1727), Bürgermeister von Elberfeld
- Wichelhausen, Wilhelm Ernst (1769–1823), Bremer Jurist, Senator und Bürgermeister
- Wichelmann, Hartwig (1612–1647), deutscher Philosoph
- Wichelmann, Heinrich (1893–1974), deutscher Politiker (SPD), MdHB und Journalist
- Wichels, Lara-Maria (* 1992), deutsche Schauspielerin
- Wicher, Anne Marie (1934–2014), österreichische Politikerin (ÖVP), Abgeordnete zum Landtag Steiermark
- Wicher, Carl Adam (1901–1957), deutscher Geologe und Mikropaläontologe
- Wicher, Klaus Artur (* 1948), Funktionär im Sozialverband Deutschland
- Wicher, Marion (* 1966), österreichische Architektin
- Wichera, Raimund von (1862–1925), österreichischer Hofmaler und Genremaler
- Wichern, Johann Hinrich (1808–1881), deutscher evangelischer Theologe, Sozialpädagoge und Gründer der Innern Mission in der Evangelischen KircheJohann Hinrich Wichern (1808–1881)

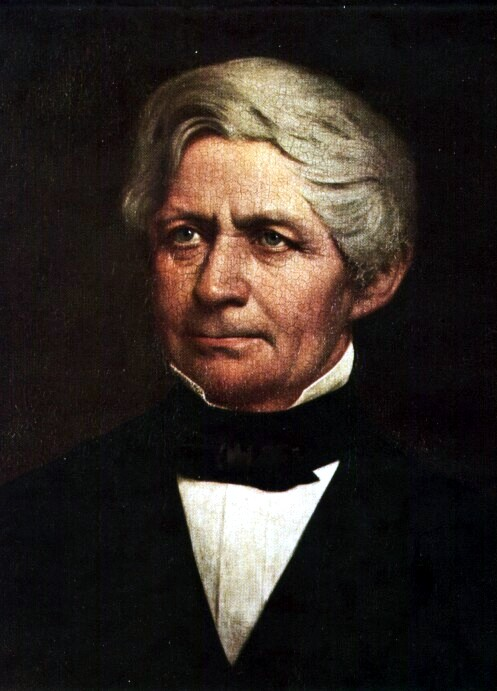
Johann Hinrich Wichern (1808–1881)

- Wichern, Johannes (1845–1914), evangelischer Geistlicher und Direktor des Rauhen Hauses
- Wichers, Hendrikus Octavius (1831–1889), niederländischer Seeoffizier und Politiker, Mitglied der Zweiten Kammer der Generalstaaten und Minister
- Wichers, Hermann (* 1958), deutsch-schweizerischer Historiker und Archivar
- Wichers, Johan (1887–1956), niederländischer Komponist
- Wichers, Peter (* 1979), schwedischer Gitarrist, Songwriter und Musikproduzent
- Wichert, Achim (1934–2008), deutscher Opernsänger (Bariton) und Professor für Gesang
- Wichert, Albert (1814–1868), deutscher Mathematiklehrer
- Wichert, Alexander (* 1975), deutscher Schriftsteller
- Wichert, Ben (* 1989), deutscher Hip-Hop-Tänzer
- Wichert, Christian (* 1987), deutscher Eishockeyspieler
- Wichert, Erich (1909–1985), deutscher Politiker (SED), Minister für Staatssicherheit der DDR
- Wichert, Ernst (1831–1902), deutscher Schriftsteller und Jurist
- Wichert, Ernst (1885–1953), deutscher Maler und Grafiker
- Wichert, Ewald (* 1940), deutscher Boxer
- Wichert, Friedrich (1820–1846), deutscher Landschaftsmaler der Düsseldorfer Schule
- Wichert, Friedrich Karl Andreas von (1789–1861), preußischer Generalmajor
- Wichert, Fritz (1878–1951), deutscher Kunsthistoriker
- Wichert, Gabriele († 2017), deutsche SPD-Kommunalpolitikerin, Managerin und Kinderrechtlerin
- Wichert, George (1811–1876), deutscher Klassischer Philologe, Latinist der Neuzeit und Gymnasialdirektor
- Wichert, Günter (* 1935), deutscher Historiker und Politiker (SPD), MdB
- Wichert, Karl (1843–1921), deutscher Eisenbahningenieur
- Wichert, Lars (* 1986), deutscher RudererLars Wichert (* 1986)

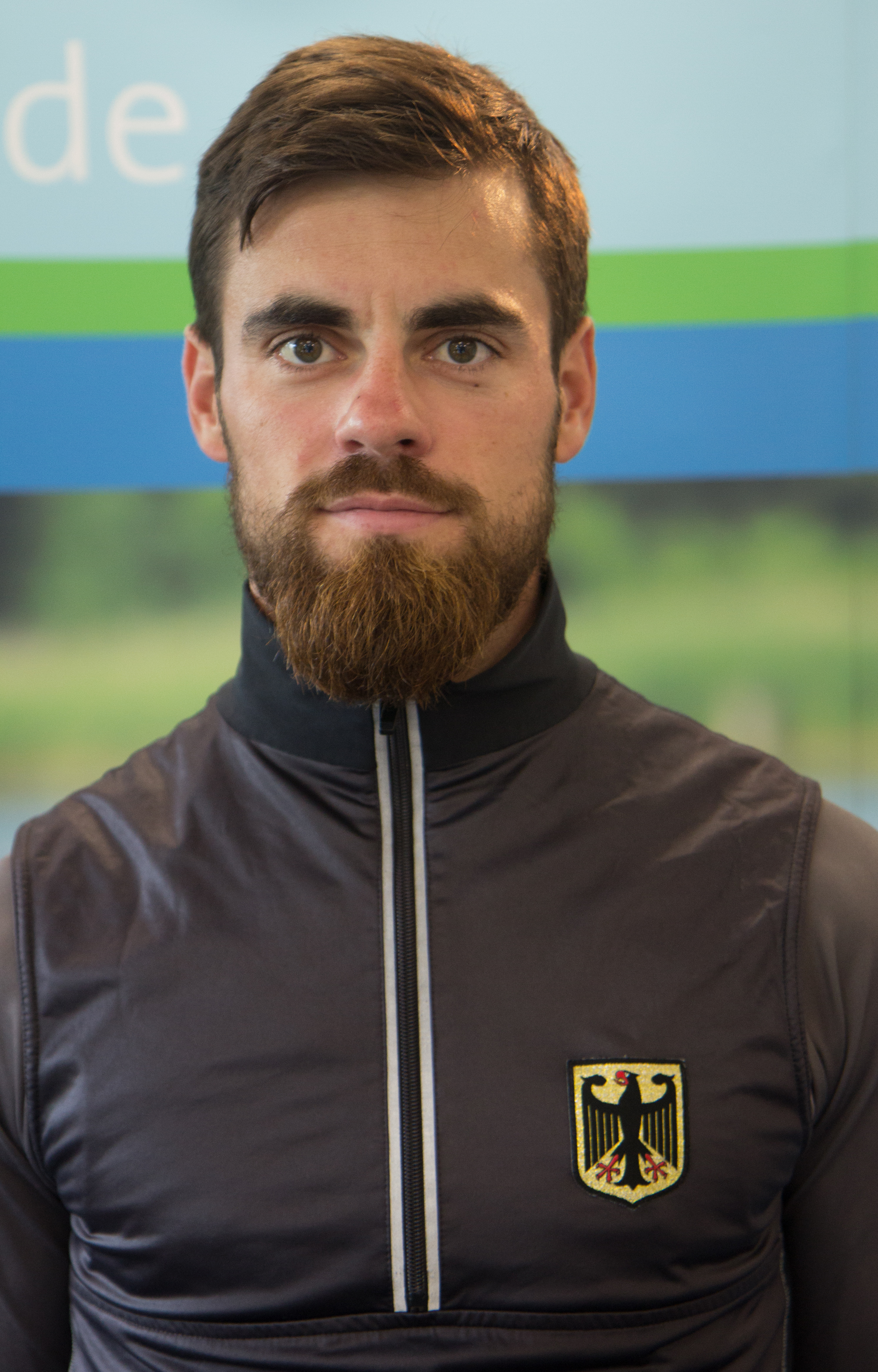
Lars Wichert (* 1986)

- Wichert, Peter (* 1945), deutscher politischer Beamter
- Wichert, Peter von (* 1935), deutscher Internist
- Wichert, Rahel (* 1996), Schweizer Unihockeyspielerin
- Wichert, Ryan (* 1985), britisch-deutscher Schauspieler, Moderator, Werbe- und Hörspiel-Sprecher
- Wichfeld, Monica (1894–1945), dänische Widerstandskämpferin
- Wichfrid († 953), Erzbischof des Erzbistums Köln
- Wichgreve, Albert († 1619), deutscher Theologe und Dichter
- Wiching, schwäbischer Mönch, Bischof von Nitra
- Wichit Kongsinkaew (* 2001), thailändischer Fußballspieler
- Wichit Tanee (* 1993), thailändischer Fußballspieler
- Wichit Wichitwathakan (1898–1962), thailändischer Diplomat, Politiker und Schriftsteller
- Wichitchai Chauyseenual (* 1992), thailändischer Fußballspieler
- Wichitchai Chuaisrinuan, thailändischer Fußballspieler
- Wichitchai Raksa (* 1989), thailändischer Fußballspieler
- Wichłacz, Zofia (* 1995), polnische SchauspielerinZofia Wichłacz (* 1995)

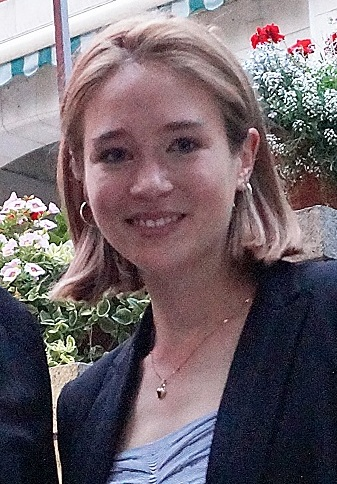
Zofia Wichłacz (* 1995)

- Wichlinski, Waldemar (* 1957), deutscher Schauspieler und Synchronsprecher
- Wichljanzewa, Natalja Konstantinowna (* 1997), russische Tennisspielerin
- Wichman, Sharon (* 1952), US-amerikanische Schwimmerin
- Wichman, Valery, LGBT-Aktivistin der Cookinseln
- Wichmann, Titularbischof von Bir Seba und Weihbischof
- Wichmann, Stifter des Stifts Elten
- Wichmann I. († 944), Graf im Bardengau und in Wigmodien
- Wichmann II. († 967), sächsischer Graf; Rebell des Ottonen-Reiches
- Wichmann III. († 1016), sächsischer Graf, Billunger
- Wichmann von Arnstein († 1270), Mystiker und Mitbegründer des Dominikanerklosters in Neuruppin
- Wichmann von Havelberg, Bischof von Havelberg
- Wichmann von Seeburg († 1192), Bischof von Naumburg, Erzbischof von MagdeburgWichmann von Seeburg († 1192)

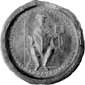
Wichmann von Seeburg († 1192)

- Wichmann, Adolf Friedrich Georg (1820–1866), deutscher Maler
- Wichmann, Anke (* 1975), deutsche Radrennfahrerin
- Wichmann, Arthur (1851–1927), deutscher Geologe und Mineraloge
- Wichmann, August (1811–1876), deutscher Politiker (Nationalliberale Partei), MdL, MdR
- Wichmann, Bärbel (* 1939), deutsche Badmintonspielerin
- Wichmann, Burchard Heinrich von (1786–1822), livländischer Schriftsteller
- Wichmann, Carl von (1860–1922), preußischer Generalleutnant
- Wichmann, Christian August (1735–1807), deutscher Schriftsteller und Übersetzer
- Wichmann, Christian Rudolf Karl (1744–1800), deutscher evangelisch-lutherischer Geistlicher und Pädagoge
- Wichmann, Clara Gertrud (1885–1922), deutsche Publizistin und Anarchosyndikalistin
- Wichmann, Claus (1962–2023), deutscher Politiker (SPD), MdL
- Wichmann, Cliff (* 1971), deutscher Schachspieler
- Wichmann, Dominik (* 1971), deutscher Journalist und BuchautorDominik Wichmann (* 1971)

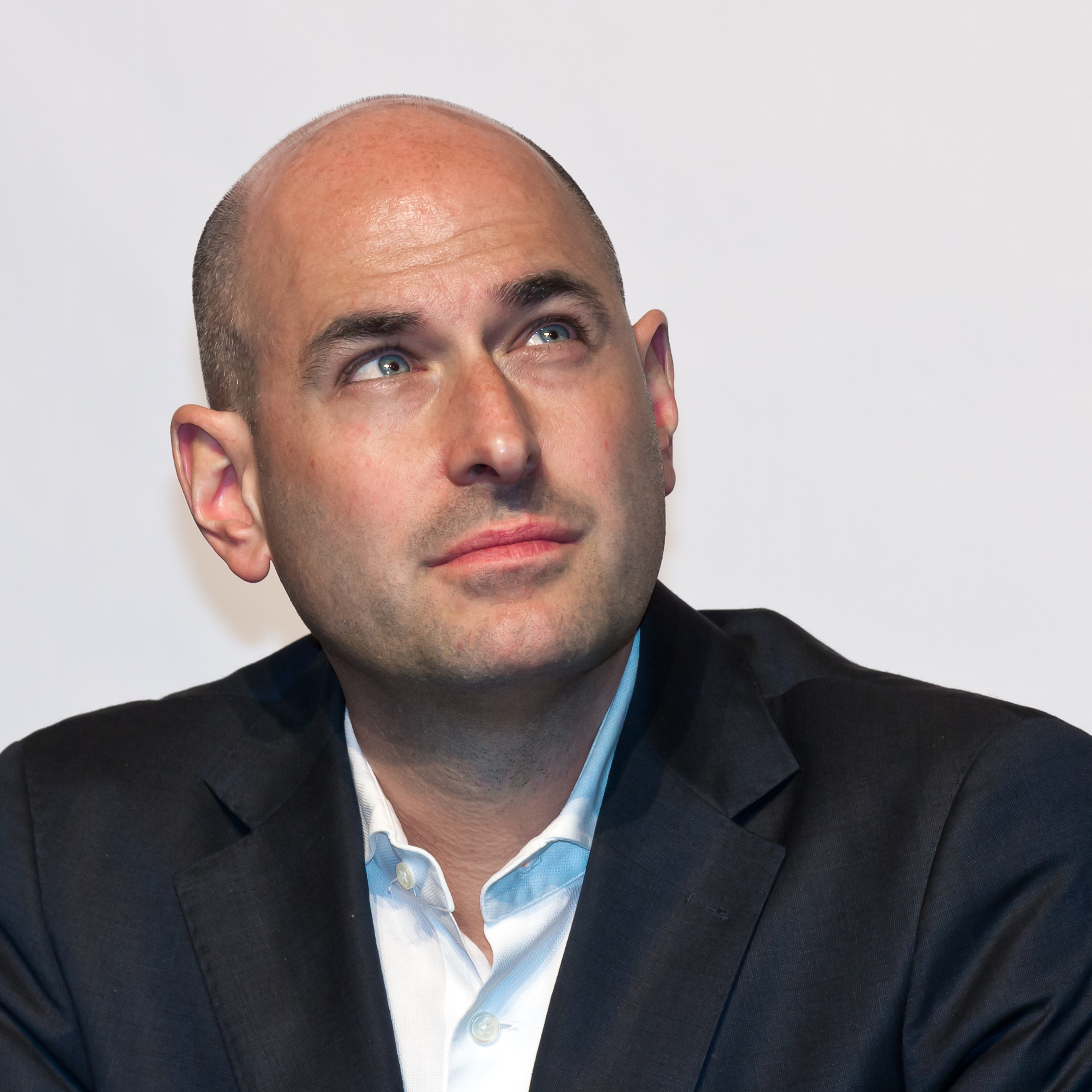
Dominik Wichmann (* 1971)

- Wichmann, Erich (1890–1929), niederländischer Maler, Bohemien und faschistischer Journalist
- Wichmann, Eyvind (1928–2019), US-amerikanischer theoretischer Physiker
- Wichmann, Frank, deutscher Handballspieler
- Wichmann, Friedrich Georg Christian von (1779–1861), deutscher Offizier und Prinzenerzieher
- Wichmann, Friedrich Otto (* 1763), deutscher evangelischer Theologe und Schulmann
- Wichmann, Friedrich-Wilhelm (1901–1974), deutscher Leichtathlet
- Wichmann, Georg (1876–1944), deutscher Landschaftsmaler
- Wichmann, Hannes (* 1990), deutscher Kameramann und Fotograf
- Wichmann, Hans (1895–1937), deutscher Politiker (SPD)
- Wichmann, Hans (1905–1981), deutscher Leichtathlet
- Wichmann, Heinrich (1889–1968), deutscher Kunsthistoriker
- Wichmann, Heinrich (1898–1962), deutscher Architekt, Projektentwickler und Bauunternehmer
- Wichmann, Heinz (1908–1988), deutscher Verwaltungsjurist und Beamter
- Wichmann, Heinz-Erich (* 1946), deutscher Epidemiologe sowie Professor
- Wichmann, Hennig († 1401), Anführer der Likedeeler
- Wichmann, Henryk (* 1977), deutscher Politiker (CDU), MdL
- Wichmann, Hermann (1823–1905), deutscher Komponist und Schriftsteller
- Wichmann, Hermann von (1820–1886), preußischer General der Kavallerie
- Wichmann, Joachim (1917–2002), deutscher Schauspieler, Autor und Synchronsprecher sowie Hörbuchleser
- Wichmann, Johann Ernst (1740–1802), deutscher Mediziner
- Wichmann, Julius (1854–1921), niederdeutscher Schriftsteller
- Wichmann, Karl (1775–1836), deutscher Bildhauer
- Wichmann, Katrin (* 1978), deutsche SchauspielerinKatrin Wichmann (* 1978)

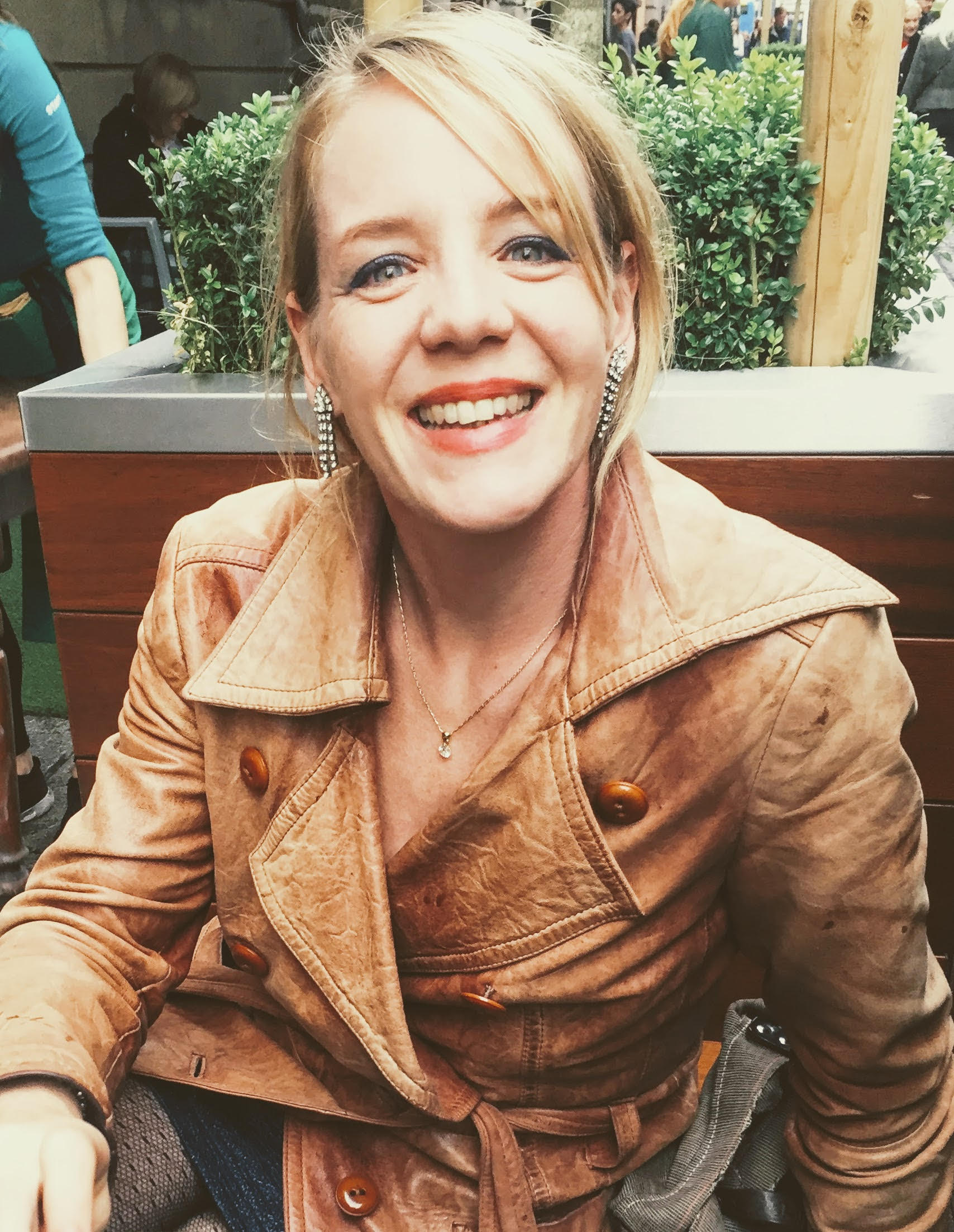
Katrin Wichmann (* 1978)

- Wichmann, Klaus (* 1964), deutscher Politiker (AfD)
- Wichmann, Kurt (1890–1976), deutscher Oratoriensänger (Bass), Gesangspädagoge und Musikpublizist
- Wichmann, Kurt-Werner (1949–1993), deutscher Serienmörder
- Wichmann, Ludwig Wilhelm (1788–1859), deutscher Bildhauer
- Wichmann, Mailin (* 2002), deutsche Fußballtorhüterin
- Wichmann, Manfred (* 1971), deutscher Historiker und Autor
- Wichmann, Moritz Ludwig Georg (1821–1859), deutscher Astronom
- Wichmann, Otto (1828–1858), deutscher Genre- und Porträtmaler
- Wichmann, Paul (1846–1904), deutscher Genremaler der Düsseldorfer Schule
- Wichmann, Paul (1872–1960), deutscher Dermatologe und Hochschullehrer an der Universität Hamburg
- Wichmann, Reena (* 1998), deutsche FußballspielerinReena Wichmann (* 1998)

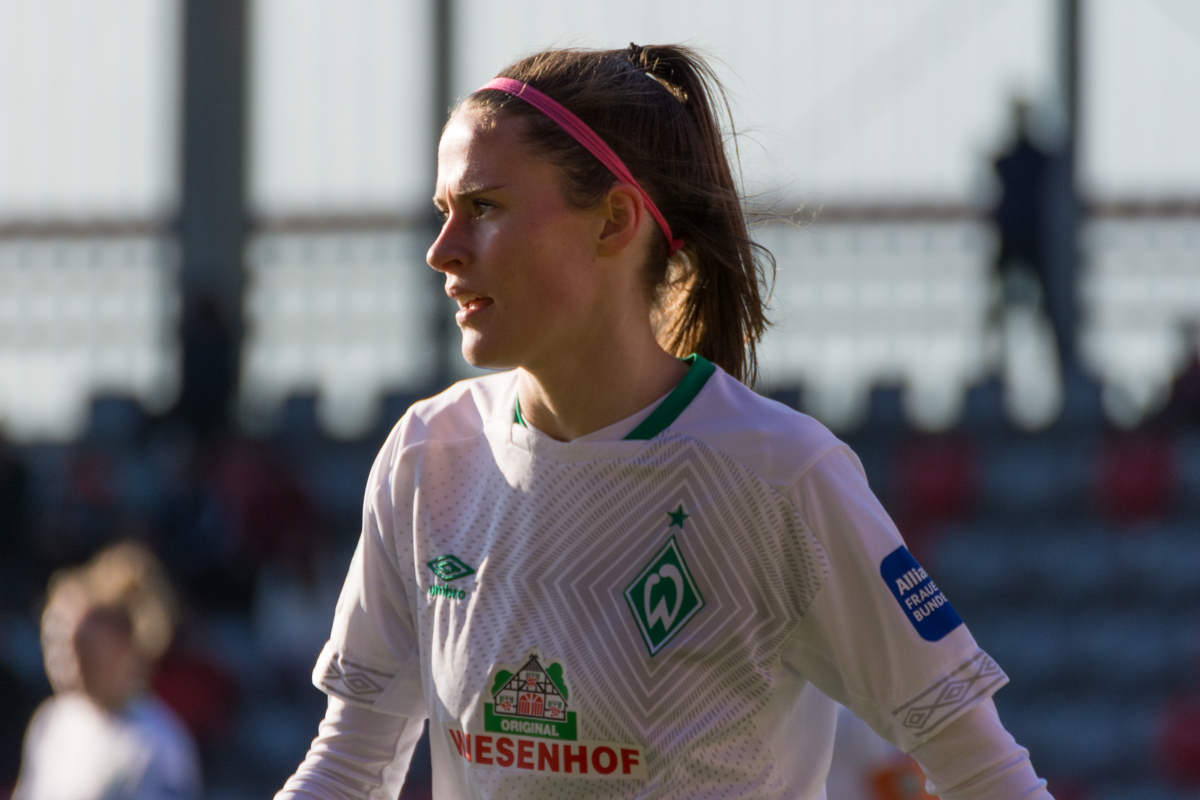
Reena Wichmann (* 1998)

- Wichmann, Rudolph (1826–1900), deutscher Rittergutsbesitzer und Politiker, MdR
- Wichmann, Siegfried (1921–2015), deutscher Kunsthistoriker
- Wichmann, Tamás (1948–2020), ungarischer Kanute
- Wichmann, Walter (1916–1970), deutscher Maler und Grafiker
- Wichmann, Wilhelm (1820–1888), deutscher Jurist und Politiker
- Wichmann, Wolf-Dieter (* 1948), deutscher Budo-Sportlehrer
- Wichmannshausen, Johann Burckhardt von (1710–1771), kurfürstlich-sächsischer Kammerrat und Kreishauptmann
- Wichmannshausen, Johann Christoph (1663–1727), deutscher Orientalist
- Wichmannshausen, Johann Georg von (1710–1787), kurfürstlich sächsischer Geheimer Kammerrat, Kammer- und Bergrat
- Wichmannshausen, Rudolph Friedrich von (1711–1792), deutscher Theologe und Philosoph
- Wichmannus dictus de Givelinchusen, Bürgermeister in Brilon
- Wichner, Ernest (* 1952), deutscher Schriftsteller
- Wichner, Jakob (1825–1903), österreichischer Benediktiner, Historiker und Schriftsteller
- Wichner, Josef (1852–1923), österreichischer Erzähler, Jugendschriftsteller, Lehrer und Folklorist
- Wichniarek, Artur (* 1977), polnischer FußballspielerArtur Wichniarek (* 1977)

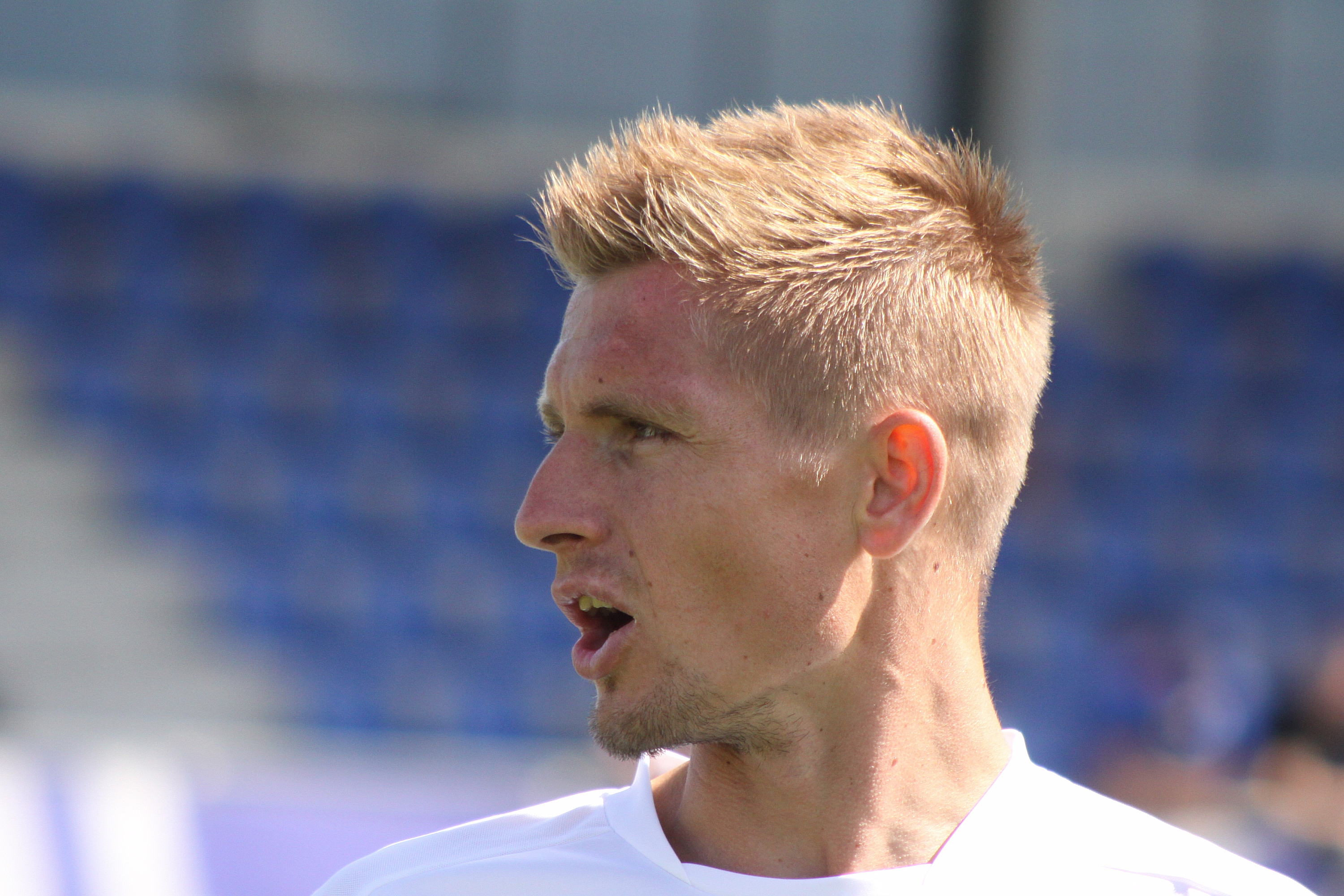
Artur Wichniarek (* 1977)

- Wichniarz, Karsten (* 1951), deutscher Filmregisseur, Drehbuchautor und Schauspieler
- Wichote, Rüdiger (* 1970), deutscher Basketballtrainer
- Wichpoto von Admont († 1229), salzburgischer römisch-katholischer Geistlicher
- Wichrowski, Walmor Battú (1920–2001), brasilianischer Geistlicher, römisch-katholischer Bischof von Cruz Alta
- Wichser, Adrian (* 1980), Schweizer Eishockeyspieler
- Wichser, Otto (1910–1994), Schweizer Bauingenieur
- Wicht (* 1981), Schweizer Rapper
- Wicht, Adolf (1910–1996), deutscher Brigadegeneral der Bundeswehr und Angehöriger des Bundesnachrichtendienstes
- Wicht, Cäcilie Zeitlose (1626–1676), deutsches Opfer der Hexenverfolgungen in Idstein
- Wicht, Helmut (* 1958), deutscher Biologe, Anatom und Hochschullehrer
- Wicht, Henning (1920–2010), deutscher Rundfunkjournalist, Programmdirektor Hörfunk des Hessischen Rundfunks
- Wicht, Hermann von (1879–1942), deutscher evangelischer Theologe
- Wicht, Johannes von (1888–1970), deutsch-amerikanischer Maler
- Wicht, Matthias von (1694–1778), deutscher Jurist
- Wicht, Maurice (1949–1974), Schweizer Aktivist
- Wicht, Nathan (* 2004), Schweizer Fussballspieler
- Wicht, Silvio, deutscher Rugbyspieler und -funktionär
- Wichte, Ihmel tho, Ahnherr der ostfriesischen Adelsfamilie von Wicht
- Wichtel, Peter (* 1949), deutscher Gewerkschafter und Politiker (CDU), MdB
- Wichtendahl, August (1874–1963), deutscher Gewerkschafter und Politiker (SPD)
- Wichtendahl, Oscar (1860–1933), deutscher Kirchenmaler, Restaurator und Architekt
- Wichtendahl, Wilhelm (1902–1992), deutscher Architekt und Stadtplaner
- Wichtendal, Evert, deutscher Gießer
- Wichtendal, Joachim, deutscher Gießer
- Wichtendal, Ludwig, deutscher Gießer
- Wichter, Sigurd (* 1944), deutscher Sprachwissenschaftler und Hochschullehrer
- Wichterich, Melanie (* 1982), deutsche Schauspielerin
- Wichterich, Michael (* 1973), deutscher Basketballfunktionär und -spieler
- Wichterle, Otto (1913–1998), tschechischer ChemikerOtto Wichterle (1913–1998)

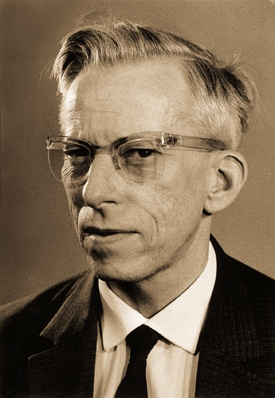
Otto Wichterle (1913–1998)

- Wichtermann, Georg (1909–1997), deutscher Lokalpolitiker (SPD), Bürgermeister von Schweinfurt
- Wichtig, Werner (1962–1992), deutscher Popsänger
- Wichtl, Friedrich (1872–1921), österreichischer deutschnationaler Politiker und Schriftsteller
- Wichtl, Max (1925–2019), österreichischer Chemiker, Botaniker und Pharmazeut
- Wichtl, Raphael (* 1992), österreichischer Politiker (ÖVP)
- Wichtlhuber, Johann Baptist (1793–1872), Dechant und Pfarrer in der Stadt Hallein sowie Ehrenbürger dieser Stadt
- Wichura, Albert (1808–1862), preußischer Landrat und Abgeordneter
- Wichura, Ernst († 1843), deutscher Landschaftsmaler der Düsseldorfer Schule
- Wichura, Georg (1851–1923), preußischer General der Infanterie
- Wichura, Max Ernst (1817–1866), preußischer Regierungsrat und botanischer Reisender
- Wichwael, Dietrich († 1519), Weihbischof in Köln

### Wick
- Wick Enzler, Bertram Víctor (* 1955), Schweizer Geistlicher, Bischof von Santo Domingo de los Colorados
- Wick, Andrea (* 1977), deutsche Synchronsprecherin
- Wick, Armin (1914–2008), deutscher Schauspieler, Bühnen- und Filmregisseur, Filmemacher
- Wick, Bastian († 1571), Dresdner Ratsherr und Bürgermeister
- Wick, Bruno (1942–1967), Schweizer Handballspieler
- Wick, Cécile (* 1954), Schweizer Künstlerin und Fotografin
- Wick, Chantal (* 1994), Schweizer Handballspielerin
- Wick, Ditmar (* 1953), deutscher Sportwissenschaftler und Hochschullehrer
- Wick, Douglas (* 1954), US-amerikanischer Filmproduzent und Drehbuchautor
- Wick, Frances (1875–1941), US-amerikanische Physikerin und Hochschullehrerin
- Wick, Friedrich von (1802–1875), deutscher Jurist, Verwaltungsbeamter und Regierungsrat
- Wick, Friedrich von (1844–1914), deutscher Offizier der Königlich Preußischen Armee, preußischer Amtmann und mecklenburg-schwerinscher Polizeiinspektor
- Wick, Friedrich von (1886–1973), deutscher Philologe, Historiker und Verwaltungsbeamter
- Wick, Georg (* 1939), österreichischer Pathologe und Gerontologe
- Wick, George (1854–1912), US-amerikanischer Industrieller
- Wick, Gian-Carlo (1909–1992), italienischer Physiker
- Wick, Gustav von (1821–1899), deutscher Verwaltungsbeamter
- Wick, Helmut (1915–1940), deutscher Offizier, sowie Jagdflieger im Zweiten Weltkrieg
- Wick, Holger (* 1962), deutscher Biathlet, inoffizieller Mitarbeiter der DDR-StaatssicherheitHolger Wick (* 1962)

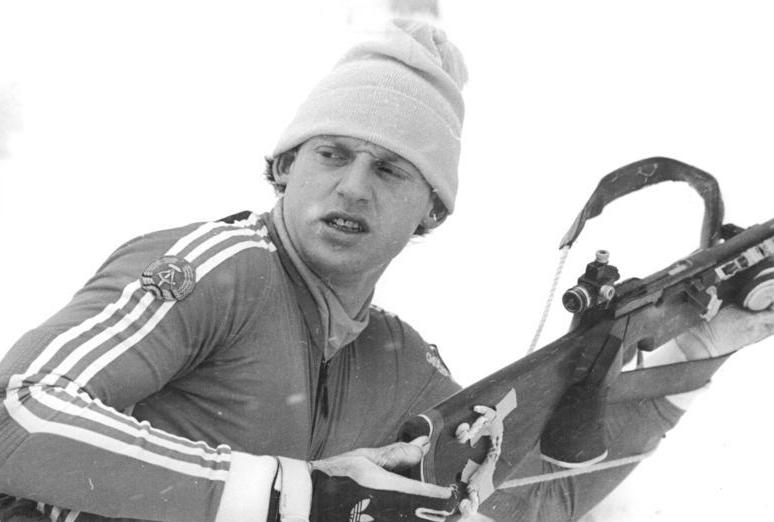
Holger Wick (* 1962)

- Wick, Hugo (* 1935), Schweizer Politiker (CVP) und Arzt
- Wick, Jacob, US-amerikanischer Jazzmusiker
- Wick, Jeremy (* 1989), kanadisch-schweizerischer Eishockeyspieler
- Wick, Joe (1916–1994), deutscher Orchesterleiter, Sänger und Schlagzeuger
- Wick, Johann Jakob (1522–1588), Schweizer protestantischer Geistlicher
- Wick, Jürgen (* 1961), deutscher Sportwissenschaftler
- Wick, Karl (1891–1969), schweizerischer Journalist und Politiker (KVP)
- Wick, Katharina (* 1996), deutsche und rumänische Bobsportlerin und Leichtathletin
- Wick, Klaudia (* 1964), deutsche Journalistin, Sachbuchautorin und Fernsehkritikerin
- Wick, Lajos (1892–1959), ungarischer Ruderer
- Wick, Marcel (* 1958), Schweizer Eishockeyspieler
- Wick, Marlin (* 1951), deutscher Synchronsprecher
- Wick, Monica Nancy (* 1971), deutsche Schauspielerin, Filmproduzentin, Filmregisseurin und Drehbuchautorin
- Wick, Nardo (* 2001), US-amerikanischer Rapper
- Wick, Peter (* 1965), Schweizer evangelisch-reformierter Theologe und Neutestamentler
- Wick, Rainer K. (* 1944), deutscher Kunstwissenschaftler, Kunst- und Kulturpädagoge und Hochschullehrer
- Wick, Richard (1872–1955), deutscher Politiker (USPD, SPD), MdL
- Wick, Robert (* 1984), deutscher Biathlet
- Wick, Roman (* 1985), Schweizer Eishockeyspieler
- Wick, Rüdiger (* 1971), deutscher Jurist und Richter am Bundesfinanzhof
- Wick, Steffen (* 1981), deutscher Komponist, Pianist und Sänger
- Wick, Thomas (* 1991), deutscher Skilangläufer
- Wick, William W. (1796–1868), US-amerikanischer Politiker
- Wick, Wolfgang (* 1970), deutscher Arzt und Hochschullehrer
- Wick-Werder, Margrit (* 1945), Schweizer Historikerin und Museologin
- Wickaninnish, indianischer Häuptling der Tla-o-qui-aht im Clayoquot Sound
- Wickard, Claude R. (1893–1967), US-amerikanischer Politiker
- Wickart, Jakob († 1684), Schweizer Landvogt und Glasmaler
- Wickart, Johann Baptist (1635–1705), Schweizer Bildhauer
- Wickart, Thomas Anton (1798–1876), Schweizer Landschaftsmaler
- Wickberg, Håkan (1943–2009), schwedischer Eishockeyspieler
- Wickbert († 1209), Ritter des Schwertbrüderordens, Verwalter der Burg Wenden, tötete den ersten Ordensmeister Wenno
- Wickborn, Marina (* 1959), deutsche Ingenieurin und Richterin am Bundespatentgericht
- Wicke, Andrea, österreichische Diplomatin und Musikschauspielerin
- Wicke, August (1856–1899), deutscher Kolonialarzt
- Wicke, Dirk (* 1973), deutscher Vorderasiatischer Archäologe und Hochschullehrer
- Wicke, Ewald (1914–2000), deutscher Chemiker
- Wicke, Gisela (* 1952), deutsche Biologin, Naturschützerin und Politikerin (Bündnis 90/Die Grünen)
- Wicke, Lieselotte (1914–1989), deutsche Politikerin (SPD), MdL
- Wicke, Lutz (1943–2017), deutscher Umweltökonom, Hochschullehrer und Staatssekretär
- Wicke, Manfred (1933–2022), österreichischer Bauingenieur und Hochschullehrer
- Wicke, Paul (1892–1948), deutscher Maler
- Wicke, Peter (* 1951), deutscher MusikwissenschaftlerPeter Wicke (* 1951)

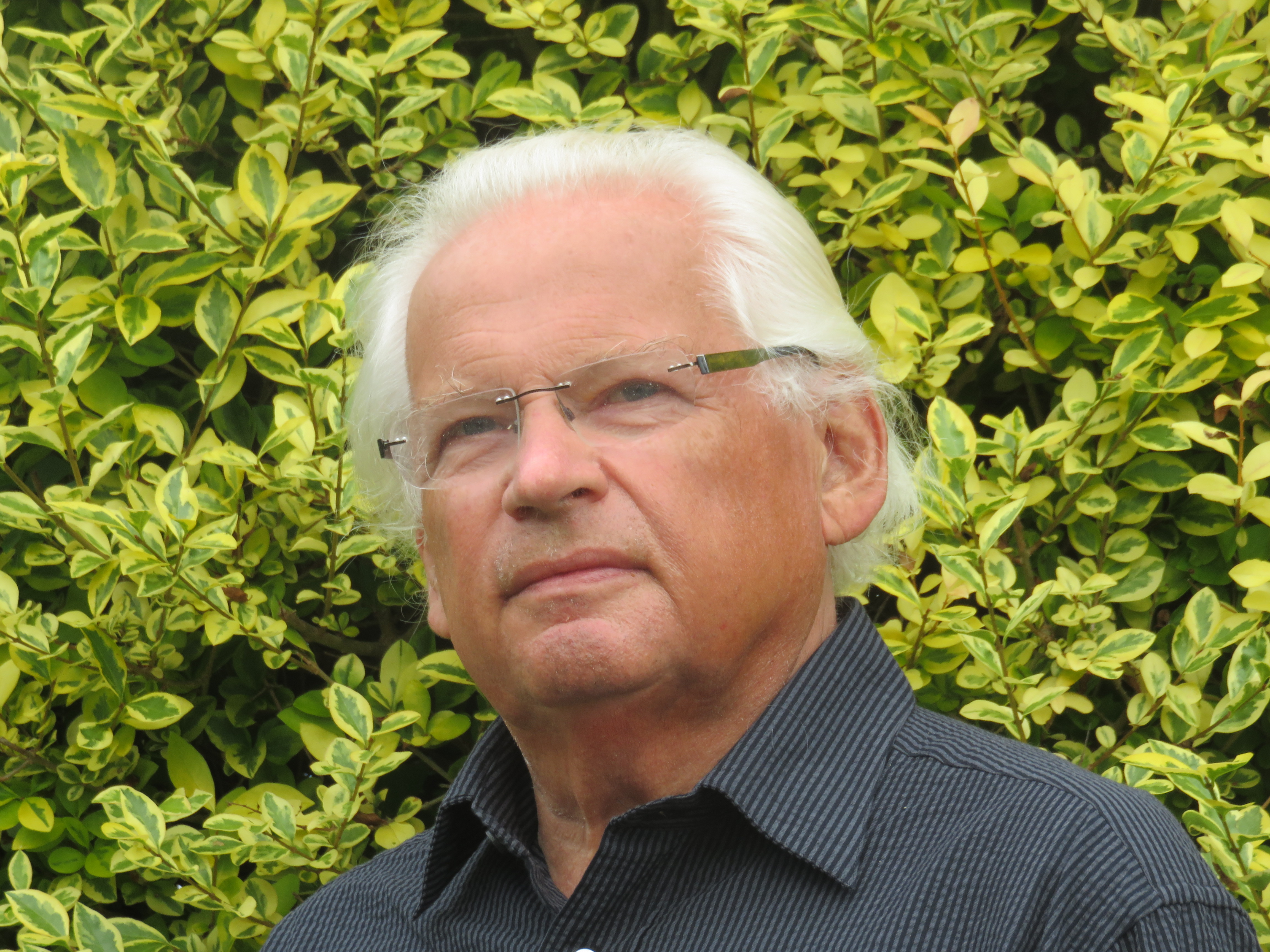
Peter Wicke (* 1951)

- Wicke, Wilhelm (1828–1871), deutscher Agrikulturchemiker
- Wicke, Wilhelm (1837–1912), deutscher Ingenieur, Verleger, Buchhändler und Fotograf
- Wicke-Scheil, Verena (* 1956), deutsche Politikerin (Bündnis 90/Die Grünen), MdL
- Wickede, Adolf Johann Otto von (1785–1853), deutscher Forstbeamter und Vermesser
- Wickede, Anton Christoph von (1773–1822), deutscher Gutsbesitzer, Verwaltungs- und Hofbeamter
- Wickede, August Georg von (1807–1879), deutscher Forstmann
- Wickede, Bernhard von (1705–1776), Bürgermeister der Hansestadt Lübeck
- Wickede, Friedrich August von (1788–1854), deutscher Verwaltungsjurist, dänischer Etatsrat und Stadthauptmann und Bürgermeister von Mölln
- Wickede, Friedrich Bernhard von (1748–1825), deutscher Pädagoge und Silhouettenschneider
- Wickede, Gotthard Gottschalk von (1684–1737), Jurist und Ratsherr der Hansestadt Lübeck
- Wickede, Gottschalk Anton von (1657–1704), deutscher Patrizier und Gutsbesitzer
- Wickede, Gottschalk von († 1527), Ratsherr der Hansestadt Lübeck
- Wickede, Gottschalk von († 1558), Ratsherr der Hansestadt Lübeck
- Wickede, Gottschalk von (1597–1667), Bürgermeister der Hansestadt Lübeck
- Wickede, Hermann von (1294–1367), Bürgermeister Lübecks
- Wickede, Hermann von (1436–1501), Bürgermeister der Hansestadt Lübeck und Mitglied der Zirkelgesellschaft
- Wickede, Johann von († 1509), Ratsherr der Hansestadt Lübeck
- Wickede, Johann von († 1577), Ratsherr der Hansestadt Lübeck
- Wickede, Johann von († 1471), Ratsherr der Hansestadt Lübeck
- Wickede, Johann von (1664–1732), deutscher Gutsbesitzer, dänischer Etatsrat und Domdechant des Lübecker Domkapitels
- Wickede, Julius von (1819–1896), deutscher Offizier und Schriftsteller
- Wickede, Karl Friedrich von (1827–1881), deutscher Schriftsteller und Pädagoge
- Wickede, Ludwig August Leonhard von (1797–1867), deutscher Verwaltungs- und Fiskaljurist
- Wickede, Melchior Thomas von (1682–1734), Ratsherr der Hansestadt Lübeck
- Wickede, Nicolaus Otto von (1757–1793), deutscher Verwaltungsjurist und mecklenburg-strelitzischer Drost im Fürstentum Ratzeburg
- Wickede, Otto von (1823–1899), Hofbeamter und Diplomat in Mecklenburg-Schwerin
- Wickede, Thomas Heinrich von (1632–1676), Ratsherr der Hansestadt Lübeck
- Wickede, Thomas von († 1527), Bürgermeister von Lübeck
- Wickede, Thomas von (1566–1626), Ratsherr der Hansestadt Lübeck
- Wickede, Thomas von (1646–1716), Bürgermeister von Lübeck
- Wickede, Thomas-Emil von (1893–1944), deutscher Offizier, zuletzt General der Infanterie im Zweiten Weltkrieg
- Wickede, Wilhelm von (1830–1895), deutscher Vizeadmiral
- Wickel, Hans Hermann (* 1954), deutscher Musikpädagoge und Musikwissenschaftler
- Wickel, Rudolf (1933–2023), deutscher Politiker (FDP), MdL
- Wickel, Werner (1880–1946), deutscher Politiker (DDP), MdL Preußen, Lehrerfunktionär
- Wickel-Kirsch, Silke (* 1967), deutsche Hochschullehrerin, Professorin für Personalwirtschaft und Organisation an der Wiesbaden Business School
- Wicken, Willy (1928–1985), deutscher Fußballspieler
- Wickenberg, Per (1812–1846), schwedischer Maler
- Wickenburg, Albrecht von (1838–1911), österreichischer Lyriker und Schriftsteller
- Wickenburg, Alfred (1885–1978), österreichischer Maler und Grafiker
- Wickenburg, Anton Anselm Capellini von (1750–1813), bayerischer Diplomat und Reichsgraf
- Wickenburg, Erik (1903–1998), österreichischer Journalist und Schriftsteller
- Wickenburg, István (1859–1931), ungarischer Politiker und Gouverneur von Fiume
- Wickenburg, Johann Franz Capellini von (1677–1752), kurpfälzischer Beamter und Landeshistoriker
- Wickenburg, Markus von (1864–1924), ungarischer Beamter und Staatssekretär
- Wickenburg, Max (1857–1918), österreichischer Beamter und Minister
- Wickenburg-Almasy, Wilhelmine von (1845–1890), österreichische Lyrikerin
- Wickenhauser, Anna (* 1968), österreichische Architektin
- Wickenhäuser, Firminus (1876–1939), deutscher Franziskaner und Bildhauer
- Wickenhauser, Franz (1872–1940), deutscher Komponist und Dirigent
- Wickenhäuser, Ruben (* 1973), deutscher Schriftsteller
- Wickenhauser, Walter (1929–2002), deutscher Schauspieler, Synchron- und Hörspielsprecher
- Wickenheiser, Doug (1961–1999), kanadischer Eishockeyspieler
- Wickenheiser, Hayley (* 1978), kanadische Eishockey- und Softballspielerin
- Wickenheiser, Kurt (* 1964), kanadischer Eishockeyspieler und -trainer
- Wickenheiser, Othmar (* 1962), deutscher Automobildesigner, Hochschullehrer und Autor
- Wickens, Robert (* 1989), kanadischer AutomobilrennfahrerRobert Wickens (* 1989)

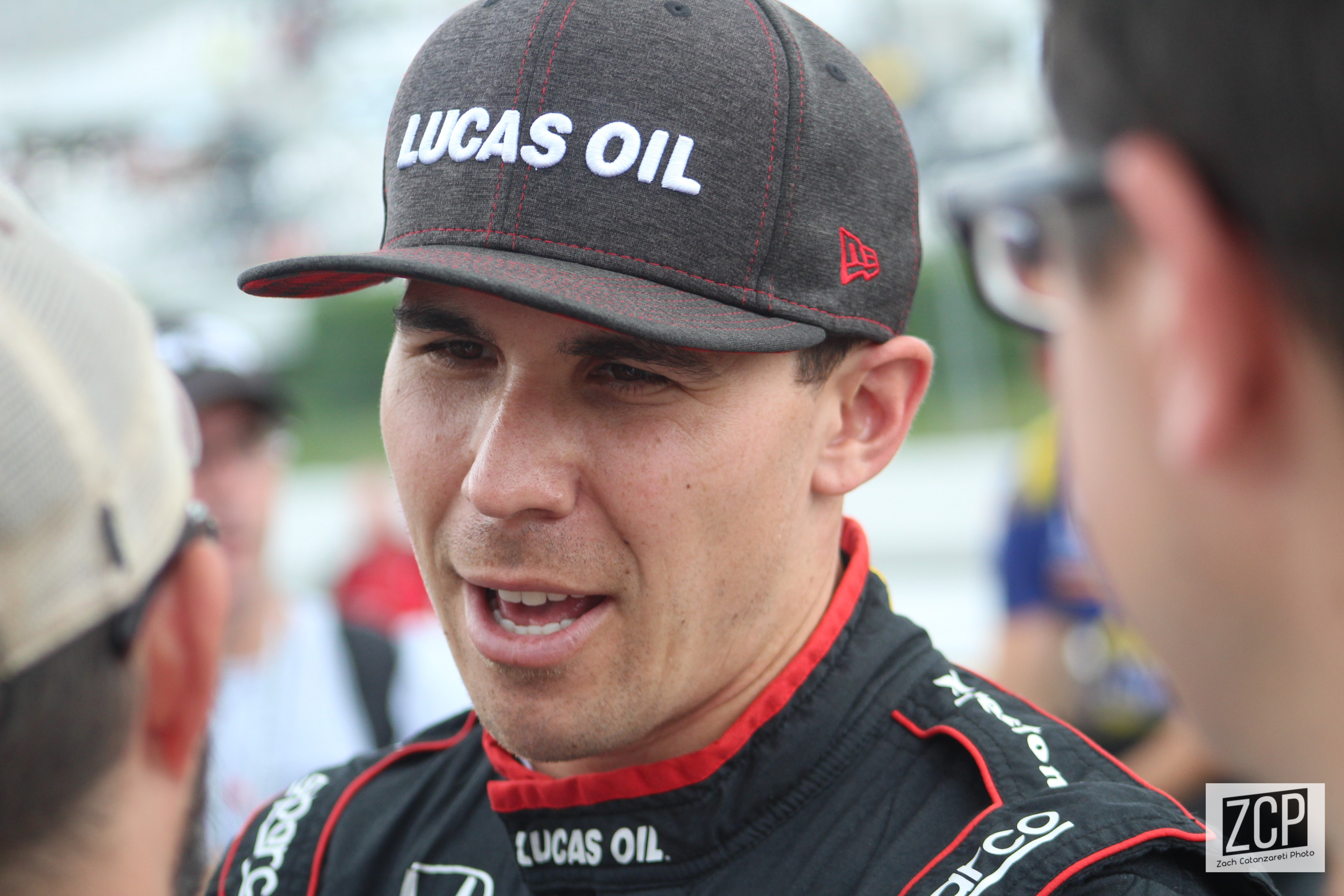
Robert Wickens (* 1989)

- Wicker, Adolf (* 1893), Fluchthelfer für NS-Verfolgte
- Wicker, Anja (* 1991), deutsche Behindertensportlerin
- Wicker, Dennis A. (* 1952), US-amerikanischer Politiker
- Wicker, Erwin (1910–1985), deutscher Offizier (Luftwaffe der Wehrmacht, Luftwaffe der Bundeswehr)
- Wicker, Heinrich (1921–1945), deutscher SS-Untersturmführer, letzter Lagerkommandant des KZ Dachau
- Wicker, Hubert (* 1948), deutscher Jurist, Chef der baden-württembergischen Staatskanzlei und Staatssekretär im Staatsministerium
- Wicker, John P. (1860–1931), US-amerikanischer Porträtmaler und Kunstdozent
- Wicker, Roger (* 1951), US-amerikanischer Politiker
- Wicker, Rolf (* 1965), deutscher Bildhauer
- Wicker, Sabine (* 1965), deutsche Medizinerin und Wissenschaftlerin
- Wicker, Werner (1935–2020), deutscher Unternehmer
- Wicker, Wigbert (* 1939), deutscher Drehbuchautor und Filmregisseur
- Wickermann, Frank (1966–2020), deutscher Schauspieler und Regisseur
- Wickersham, Emily (* 1984), US-amerikanische Schauspielerin und ModelEmily Wickersham (* 1984)

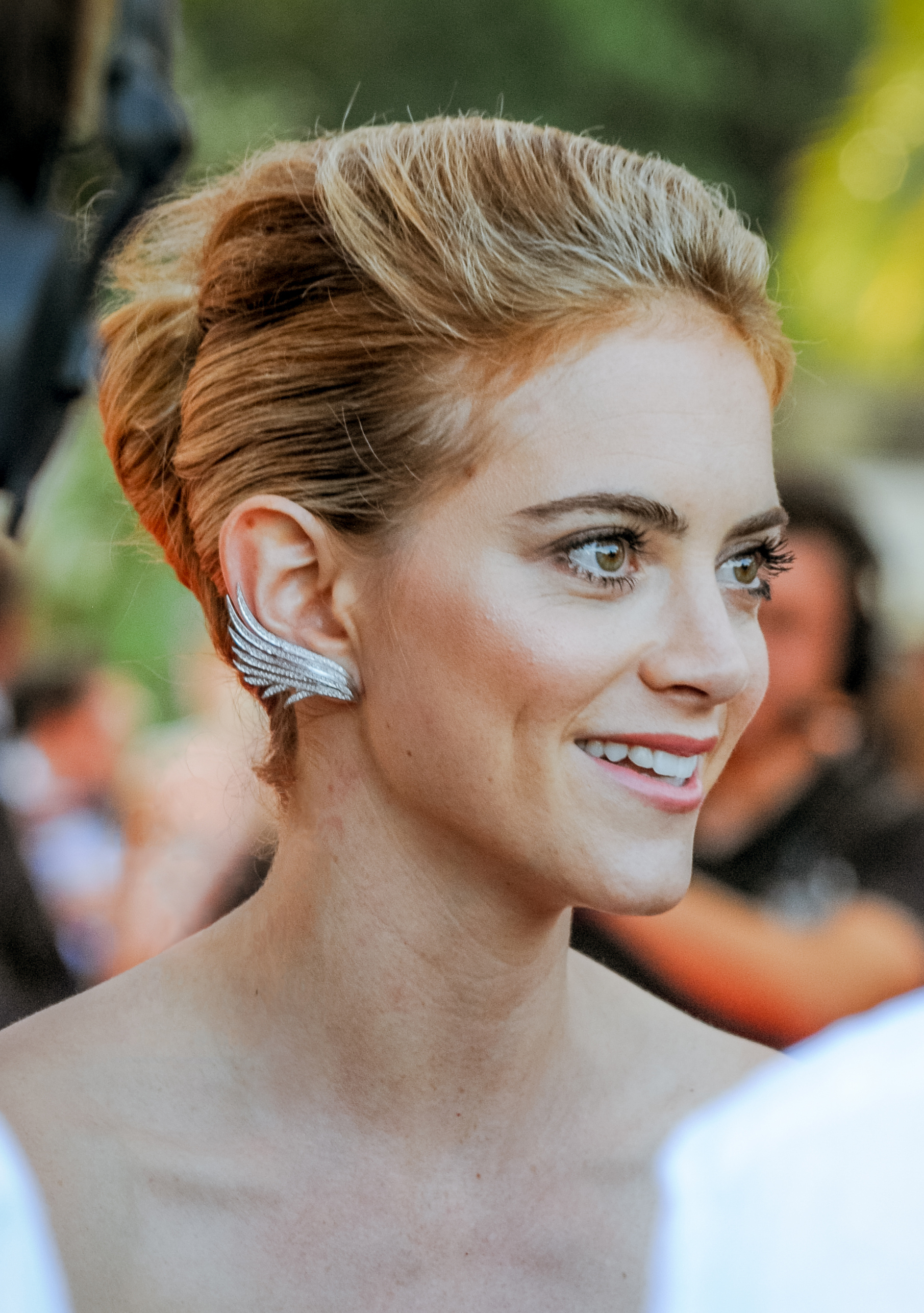
Emily Wickersham (* 1984)

- Wickersham, George W. (1858–1936), US-amerikanischer Jurist und Politiker
- Wickersham, James (1857–1939), US-amerikanischer Politiker
- Wickersham, Victor (1906–1988), US-amerikanischer Politiker
- Wickersheimer, Ernest (1880–1965), französischer Arzt, Medizinhistoriker und Bibliothekar
- Wickert, Christl (* 1953), deutsche Historikerin und Politologin
- Wickert, Erwin (1915–2008), deutscher Diplomat und Schriftsteller
- Wickert, Georg (1886–1940), deutscher Landschaftsmaler
- Wickert, Günter (1928–1994), deutscher Markt- und Meinungsforscher
- Wickert, Hartmut (* 1953), deutscher Theaterregisseur und Hochschullehrer
- Wickert, Konrad (1938–2019), deutscher Historiker und Bibliothekar
- Wickert, Lothar (1900–1989), deutscher Althistoriker
- Wickert, Ulrich (1927–2009), deutscher evangelischer Kirchenhistoriker
- Wickert, Ulrich (* 1942), deutscher Fernseh-Journalist und ModeratorUlrich Wickert (* 1942)

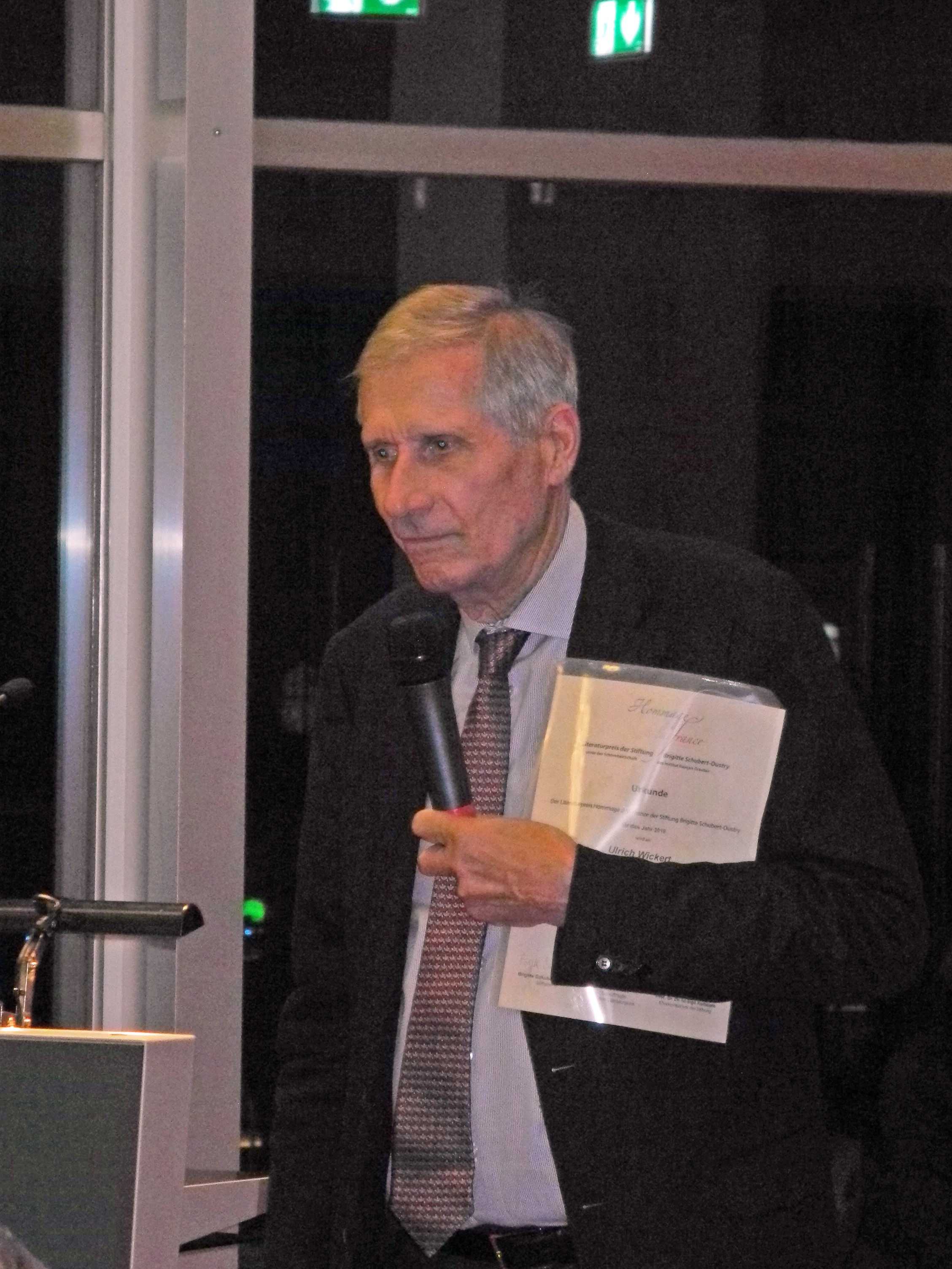
Ulrich Wickert (* 1942)

- Wickert, Wolfram (* 1941), deutscher Schriftsteller und Maler
- Wickertsheimer, Wilhelm (1886–1968), deutscher Landschaftsmaler
- Wickes, Eliphalet (1769–1850), US-amerikanischer Jurist und Politiker
- Wickes, Mary (1910–1995), US-amerikanische Schauspielerin
- Wickham, Charles Preston (1836–1925), US-amerikanischer Politiker
- Wickham, Chris (* 1950), britischer Mediävist
- Wickham, Connor (* 1993), englischer Fußballspieler
- Wickham, Henry (1846–1928), englischer Naturforscher und Ökonom
- Wickham, John A. junior (1928–2024), US-amerikanischer General der US Army
- Wickham, John Clements (1798–1864), britischer Marineoffizier
- Wickham, Keith, britischer American-Football-Schiedsrichter
- Wickham, Lisa (* 1994), Leichtathletin aus Trinidad und Tobago
- Wickham, Phil (* 1984), US-amerikanischer Sänger christlicher PopmusikPhil Wickham (* 1984)

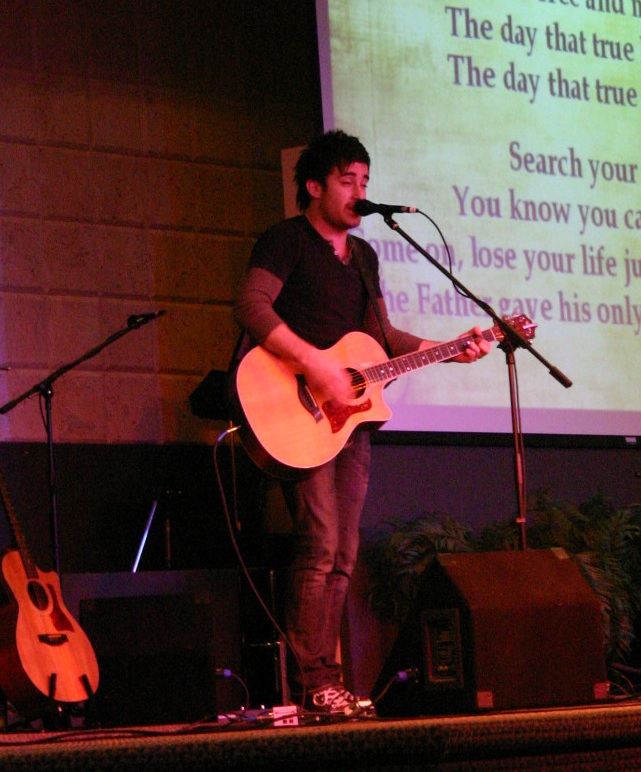
Phil Wickham (* 1984)

- Wickham, Tom (* 1990), australischer Hockeyspieler
- Wickham, Tracey (* 1962), australische Schwimmerin
- Wickham, William H. (1832–1893), US-amerikanischer Politiker
- Wickham, Williams Carter (1820–1888), US-amerikanischer Jurist, Eisenbahnmann und Politiker sowie General in der Konföderiertenarmee
- Wickhoff, Franz (1827–1885), österreichischer Politiker
- Wickhoff, Franz (1853–1909), österreichischer Kunsthistoriker
- Wickholm, Valdemar (1890–1970), finnischer Zehnkämpfer und Hürdenläufer
- Wicki, Alain (* 1962), Schweizer Skeletonpilot
- Wicki, Berenice (* 2002), Schweizer Snowboarderin
- Wicki, Bernhard (1919–2000), österreichischer Schauspieler und Filmregisseur
- Wicki, Hans (* 1964), Schweizer Politiker (FDP.Die Liberalen)
- Wicki, Jean (1933–2023), Schweizer Bobfahrer
- Wicki, Joel (* 1997), Schweizer SchwingerJoel Wicki (* 1997)

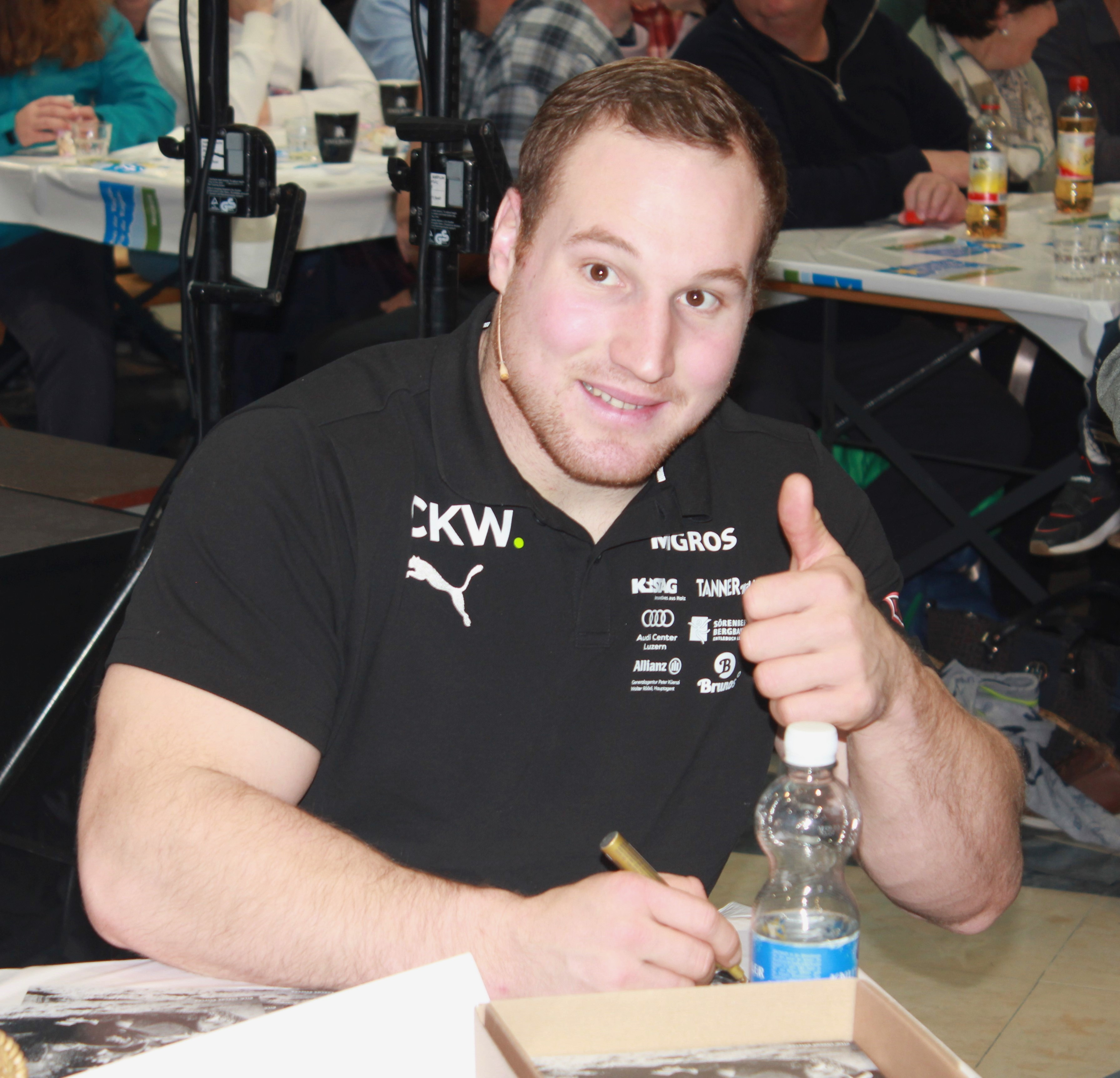
Joel Wicki (* 1997)

- Wicki, Josef (1904–1993), Schweizer Jesuit und Missionshistoriker
- Wicki, Ludwig (* 1960), Schweizer Komponist, Posaunist und Dirigent
- Wicki, Monika (* 1967), Schweizer Erziehungswissenschaftlerin und Politikerin (SP)
- Wicki, Otto (1932–2021), Schweizer Arzt und Schriftsteller
- Wicki-Schwarzschild, Margot (1931–2020), deutsche Überlebende des Holocaust und Zeitzeugin
- Wicki-Vogt, Maja (1940–2016), Schweizer Philosophin
- Wickihalder, Annika (* 2001), schwedische Sängerin
- Wickihalder, Jürg (* 1973), Schweizer Jazzmusiker und Komponist
- Wickihalder, Leo (1937–2008), Schweizer Radrennfahrer
- Wicking, Adolf (1808–1877), deutscher Unternehmer
- Wicking, Christopher (1943–2008), britischer Drehbuchautor
- Wickinghof, Johann († 1493), Lübecker Bürgermeister
- Wickinghof, Lambert († 1529), Lübecker Ratsherr
- Wickland, Carl (1861–1945), Schriftsteller, Psychiater und Erforscher des Paranormalen
- Wickleder, Mathias (* 1965), deutscher Chemiker und Hochschullehrer, Professor für Anorganische Chemie
- Wicklein, Adolf (1886–1945), deutscher Widerstandskämpfer gegen den Nationalsozialismus
- Wicklein, Adolf (1924–2005), deutscher SED-Funktionär
- Wicklein, Andrea (* 1958), deutsche Politikerin (SPD), MdB
- Wicklein, Hermann (1911–1986), deutscher SS-Obersturmführer und Adjutant in Konzentrationslagern
- Wickler, Clemens (* 1995), deutscher Volleyball- und BeachvolleyballspielerClemens Wickler (* 1995)

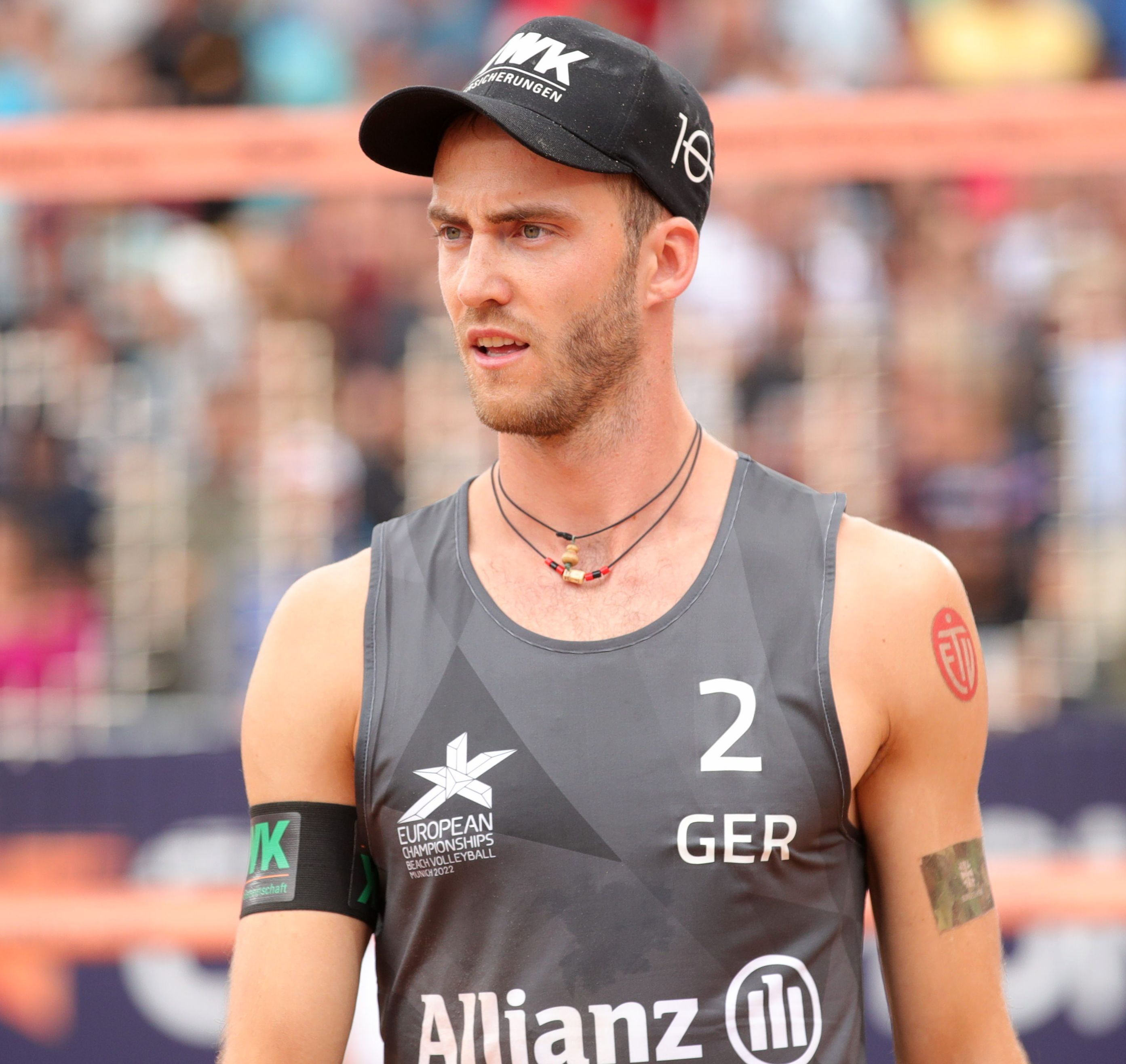
Clemens Wickler (* 1995)

- Wickler, Konrad (1935–2011), deutscher Kameramann, Fotograf und Dokumentarfilm-Produzent
- Wickler, Wolfgang (1931–2024), deutscher Zoologe, Verhaltensforscher und Publizist
- Wickliffe, Charles A. (1788–1869), US-amerikanischer Politiker
- Wickliffe, Robert C. (1819–1895), US-amerikanischer Politiker und Gouverneur des Bundesstaates Louisiana (1856–1860)
- Wickliffe, Robert C. (1874–1912), US-amerikanischer Politiker
- Wicklmayr, Karl (1904–1983), deutscher Rechtsanwalt und Polizeipräsident
- Wicklmayr, Rainer (1929–2020), deutscher Jurist und Politiker (CDU), MdL
- Wicklund, Robert A. (1941–2020), US-amerikanischer Sozialpsychologe und Professorin
- Wickman, Gustaf (1858–1916), schwedischer ArchitektGustaf Wickman (1858–1916)

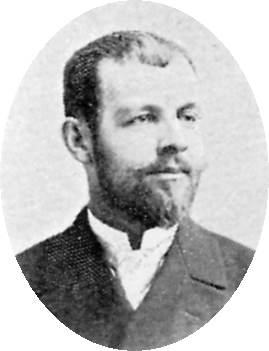
Gustaf Wickman (1858–1916)

- Wickman, Ivar (1872–1914), schwedischer Mediziner
- Wickman, Putte (1924–2006), schwedischer Jazzklarinettist
- Wickmann, Michael (* 1952), deutscher Kommunalpolitiker (SPD)
- Wickmayer, Yanina (* 1989), belgische Tennisspielerin
- Wickop, Georg (1861–1914), deutscher Architekt und Hochschullehrer
- Wickop, Hanne (1939–2018), deutsche Malerin und Schriftstellerin
- Wickop, Walther (1890–1957), deutscher Architekt und Hochschullehrer
- Wickop, Wilhelm (1824–1908), deutscher Maurermeister, Gewerbelehrer und Architekt des Historismus
- Wickram, Jörg, frühneuhochdeutscher Schriftsteller
- Wickramanayake, Jayathma (* 1990), sri-lankische Aktivistin und UN-Sondergesandte
- Wickramasinghe, Chandra (* 1939), sri-lankischer Astrophysiker
- Wickramasinghe, Martin (1890–1976), singhalesischer Schriftsteller und Literaturkritiker
- Wickramasinghe, Raymond (* 1962), sri-lankischer Geistlicher und römisch-katholischer Bischof von Galle
- Wickremanayake, Ratnasiri (1933–2016), sri-lankischer Politiker, Premierminister von Sri Lanka
- Wickrematunge, Lasantha (1958–2009), sri-lankischer Journalist
- Wickremesinghe, Ranil (* 1949), sri-lankischer PolitikerRanil Wickremesinghe (* 1949)

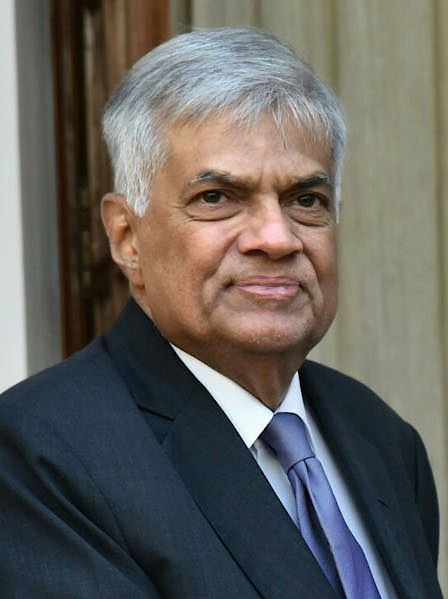
Ranil Wickremesinghe (* 1949)

- Wicks, Alastair († 1978), rhodesischer Söldner
- Wicks, Arthur H. (1887–1985), US-amerikanischer Geschäftsmann und Politiker
- Wicks, Barry (* 1981), US-amerikanischer Radrennfahrer
- Wicks, Camilla (1928–2020), US-amerikanisch-norwegische Geigerin und Musikpädagogin
- Wicks, Harry (1905–1989), britischer Trotzkist
- Wicks, Josh (* 1983), US-amerikanischer Fußballspieler
- Wicks, Lucy (* 1982), britische Volleyballspielerin
- Wicks, Patti (1945–2014), US-amerikanische Jazzsängerin und Pianistin
- Wicks, Sidney (* 1949), US-amerikanischer Basketballspieler
- Wicks, Stan (1928–1983), englischer Fußballspieler
- Wicksell, Ilse (* 1959), südafrikanische Mittelstreckenläuferin
- Wicksell, Knut (1851–1926), schwedischer Ökonom
- Wicksell, Ragnar (1892–1974), schwedischer Fußballspieler
- Wickser, John G. (1856–1928), US-amerikanischer Geschäftsmann und Politiker (Republikanische Partei)
- Wickström, Bengt-Arne (* 1948), schwedischer Finanzwissenschaftler
- Wickström, David-Emil (* 1978), österreichisch-US-amerikanischer Musikwissenschaftler in Deutschland
- Wickström, John (1927–1987), schwedischer Eisschnellläufer
- Wickstrøm, Rolf (1912–1941), norwegischer Gewerkschafter und NS-Opfer
- Wicky, André (1928–2016), Schweizer Autorennfahrer und Rennstallbesitzer
- Wicky, Nelly (1923–2020), Schweizer Politikerin (PdA)
- Wicky, Raphael (* 1977), Schweizer Fußballspieler und -trainerRaphael Wicky (* 1977)

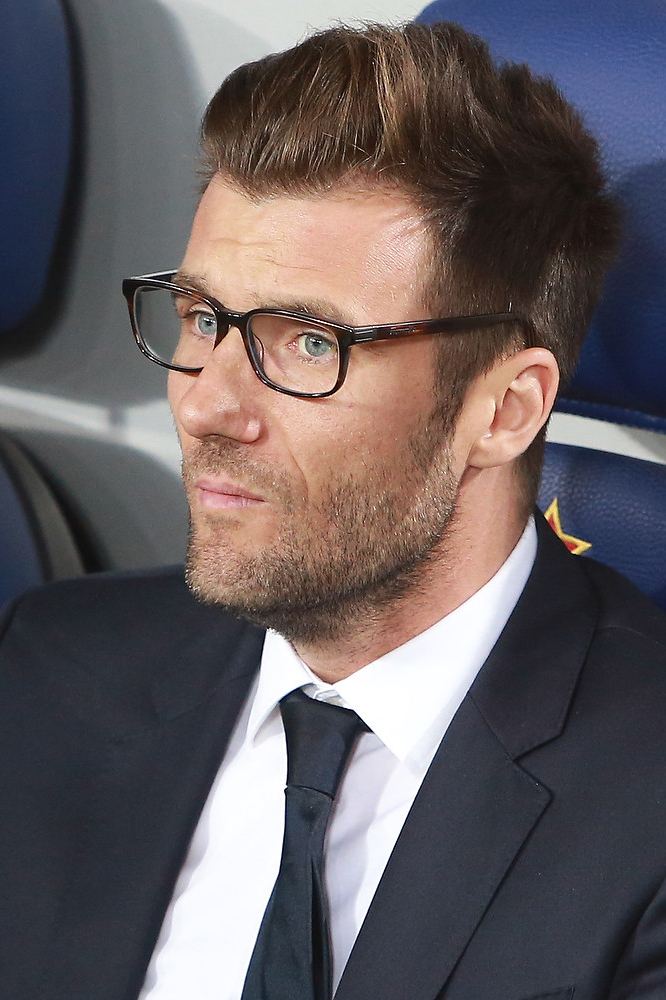
Raphael Wicky (* 1977)

- Wicky, René (* 1941), Schweizer Musikproduzent, Musikverleger und Akkordeonspieler
- Wicky, Victoria (* 1982), französische Snowboarderin

### Wico
- Wicomb, Zoë (* 1948), südafrikanische Schriftstellerin

### Wicq
- Wicquefort, Abraham de (1606–1682), niederländischer Diplomat in brandenburgischen und braunschweigischen Diensten

### Wicz
- Wiczonke, Albert (* 1910), deutscher SA-Führer
- Wiczorowski, Georg (* 1851), deutscher Politiker (SPD), MdL